# Linsenbergweiher (See)
Der Linsenbergweiher ist ein See im Lauf des Weiherbachs in der zentralen Stadtteilgemarkung von Rottweil im baden-württembergischen Landkreis Rottweil.

## Lage und Beschreibung
Der Linsenbergweiher liegt im Unterraum Rottweiler Talknoten der Gäuplatten am oberen Neckar im Naturraum der Oberen Gäue, nur wenig vor dem Unterraum Prim-Albvorland des Westlichen Albvorlandes im Osten. Auf dem Talgrund liegen etwas vor und lange nach dem See holozäne Altwasserablagerung, die dem im Untergrund liegenden und an den Hängen ausstreichenden Gipskeuper (Grabfeld-Formation) aufgelagert sind.
Der See liegt etwa 2,9 km ostnordöstlich der Rottweiler Stadtmitte, wie der Einzelhof Hardthaus in einer östlichen Ausbuchtung des zentralen Stadtteils zwischen diesem und dem namengebenden Dorf Göllsdorf des gleichnamigen Stadtteils, dessen Gemarkung im Süden gleich unterhalb des Seedamms beginnt.
Nach Ostnordosten hin steigt der bewaldete Bergsporn Linsenberg vom Seeufer bis auf etwas über 730 m ü. NHN Höhe an, im Westnordwesten erhebt sich das Gelände zur nur etwa 615 m ü. NHN erreichenden Brühler Höhe, am Hang zieht sich zum Ufer herab die kleinere Waldinsel Katzenwald.
Der See wird von Nord nach Süd vom Weiherbach durchzogen, der unter dem Mittellaufnamen Hochbach geschlängelt durch den Verlandungsbereich am Ende eines etwa einen Viertelkilometer langen Feuchtgebietes mit Schilfröhricht- und Seggenriedflächen zufließt und unter dem Unterlaufnamen Weiherbach durch etwa einen Kilometer langes Feuchtgebiet, das fast bis zum Zufluss des Jungbrunnenbachs reicht, wenig gewunden ausfließt.
See, Feuchtgebiete und deren Umgebung liegen im Naturschutzgebiet Linsenbergweiher.
Der See hat eine Fläche von etwa 3,7 ha, ist etwa 210 Meter lang und 180 Meter breit, er hat ein Einzugsgebiet von etwa 6,0 km², sein Spiegel liegt auf einer Höhe von 574 m ü. NHN. Ein Messtischblatt von 1911 zeigt schon auf etwa heutiger Trasse den Seedamm, aber keine Anstauung dahinter.
Am Westufer steht ein Fischerheim, das zeitweilig Bewirtung anbietet.

### LUBW
Amtliche Online-Gewässerkarte mit passendem Ausschnitt und den hier benutzten Layern: Hollersee und Umgebung

Allgemeiner Einstieg ohne Voreinstellungen und Layer: Daten- und Kartendienst der Landesanstalt für Umwelt Baden-Württemberg (LUBW) (Hinweise)
1. ↑  Höhe nach grauer Beschriftung auf dem Hintergrundlayer Topographische Karte.
2. ↑  Seefläche nach dem Layer Stehende Gewässer.
3. 1 2  Dimensionen abgemessen auf dem Hintergrundlayer Topographische Karte.
4. ↑  Einzugsgebiet nach dem Layer Basiseinzugsgebiet (AWGN) für ein nur wenig größeres Teileinzugsgebiet der durchfließenden Bachs, dessen überständige Anteile auf dem Hintergrundlayer Topographische Karte abgemessen und abgezogen wurden.
5. 1 2  Höhe nach dem Höhenlinienbild auf dem Hintergrundlayer Topographische Karte.

### Andere Belege
1. ↑  Friedrich Huttenlocher: Geographische Landesaufnahme: Die naturräumlichen Einheiten auf Blatt 178 Sigmaringen. Bundesanstalt für Landeskunde, Bad Godesberg 1959. → Online-Karte (PDF; 4,3 MB)
2. ↑  Geologie nach den Layern zu Geologische Karte 1:50.000 auf: Mapserver des Landesamtes für Geologie, Rohstoffe und Bergbau (LGRB) (Hinweise)
3. ↑  Zustand am Anfang des 20. Jahrhunderts nach:
  - Meßtischblatt 7817 Niedereschach von 1911 in der  Deutschen Fotothek